# Национальная школа географических наук
Национальная школа географических наук (фр. École Nationale des Sciences Géographiques) — высшее учебное заведение, основанное в 1941 году. Является структурным подразделением Национального географического института Франции (IGN).

## Известные преподаватели и выпускники
- Michel Kasser
- Zuheir Altamimi
- Serge Botton